# John Papillon
Pour les articles homonymes, voir Papillon (homonymie).
John Ashton Papillon (1838-1891) est un photographe britannique.

## Biographie
Photographe et Ingénieur Royal, Papillon fut réquisitionné pour accompagner l'expédition franco-anglaise au nord de la Chine dans le cadre de la Deuxième guerre de l'opium en 1860. Papillon saisit des images entre Canton et le District de Tanggu mais tomba malade et dut être évacué le 29 septembre 1860 avant la fin de sa mission.

## Référence
- (en) Cet article est partiellement ou en totalité issu de l’article de Wikipédia en anglais intitulé « John Papillon » (voir la liste des auteurs).